# BMW 501/502
BMW 501/502 — семейство больших седанов от BMW. Технической основой семейства стали довоенные разработки BMW, но организовать серийный выпуск удалось лишь осенью 1952 года. Продолжался он до 1964 года. На базе семейства 501/502 были созданы спорткупе BMW 503 и BMW 3200 CS.

## Исторический контекст
После Второй мировой войны компания BMW оказалась в крайне тяжёлом положении.
Самый крупный завод в Эйзенахе оказался в советской зоне оккупации и фактически получил полную независимость от головного офиса компании в Баварии. С 1945 по 1950 годы здесь возобновили производство предвоенной модели BMW 321, а вскоре завод начал выпускать (в основном, для репарационных поставок в СССР и на экспорт) модернизированную и обновленную версию довоенного седана BMW 326, названную сначала BMW 340 — в ней характерная для BMW решётка радиатора с двумя вертикальными «ноздрями» была заменена на более современную, с горизонтальными брусьями. В 1951 году завод был вынужден поменять марку BMW на EMW (E от Eisenacher), а заводской логотип из традиционного сине-белого «вентилятора» BMW превратился в похожий, но красно-белый «вентилятор». Выпускался этот автомобиль до 1955 года, и впоследствии пути BMW и EMW окончательно разошлись. На заводе в Эйзенахе в дальнейшем выпускали малолитражки Wartburg.
Оставшийся завод в Мюнхене в годы войны выпускал авиадвигатели, и был полностью разрушен авиацией союзников. Его восстановление заняло много лет.

## 501
Тем не менее в Мюнхене подумывали о возобновлении автомобильного производства. В 1949 году был создан прототип автомобиля BMW 501 дизайн для которого разработало итальянское ателье Pininfarina. Тем не менее, этот прототип не был принят, а вместо него началась разработка автомобиля с использованием предвоенных заделов компании. BMW представила 501-ю модель в 1951 году на выставке IAA во Франкфурте. Автомобиль был запущен в серию лишь в 1952 году. Изначально на него устанавливался слабый для тяжёлого автомобиля рядный шестицилиндровый двигатель объёмом 1971 см³, развивавший всего 65 л.с. и разгонявший автомобиль до 135 км/ч, что не позволяло на равных соревноваться с новейшими моделями Mercedes-Benz. В остальном, автомобиль был достаточно современен — на нём были применены гнутые стекла, детали из лёгких сплавов и другие технические новшества. Однако, дизайн автомобиля был достаточно консервативным — полупонтонные кузова с плавным переходом от передних крыльев к задним в те годы активно вытеснялись полностью понтонными (как у «Победы»). В отличие от EMW, мюнхенские BMW сохранили фирменную решётку радиатора с двумя вертикальными «ноздрями». Дизайн автомобиля был весьма самобытным и красивым, у себя на родине эти машины получили прозвище «Ангел Барокко» (нем. «Barockengel»). Кузов для новой модели производили в штутгартской фирме Baur.
В 1955 году автомобиль получил шестицилиндровый двигатель рабочим объёмом 2077 см³, развивавший 72 л.с.
С лета 1961 года по декабрь 1963 года "BMW 2600" было официальным обозначением модели с восьмицилиндровым двигателем BMW 501. Эта последняя версия теперь имела мощность 100 л.с. и дисковые тормоза в стандартной комплектации.

## 502
Через три года была запущена в серию и восьмицилиндровая версия (2580 см³, 100 л.с., 160 км/ч), получившая обозначение BMW 502. Появление этой модификации позволило не только сравняться с Mercedes-Benz, но и опередить его, так как первый штутгартский V8 появился только в 1963 году. В 1958 году производство шестицилиндровых 501-х было прекращено.
Летом 1958 года компания BMW впервые изменила обозначение моделей серии BMW 502. Модели с 2,6-литровыми двигателями теперь назывались BMW 2,6 Luxus, модели с 3,2-литровыми двигателями - BMW 3,2 или BMW 3,2 Super.
Для 1962 модельного года (с лета 1961) BMW снова переименовала автомобиль. Обозначения новых типов были BMW 2600 L, BMW 3200 L и BMW 3200 S. При этом были улучшены оснащение и характеристики двигателей моделей.
Кузовное ателье Baur на базе BMW 502 выпускало также купе и кабриолеты.